# Federico Silva
Pour les articles homonymes, voir Silva.
Federico Silva (né à Mexico le 16 septembre 1923 et mort le 30 novembre 2022), est un peintre et sculpteur mexicain.

## Biographie

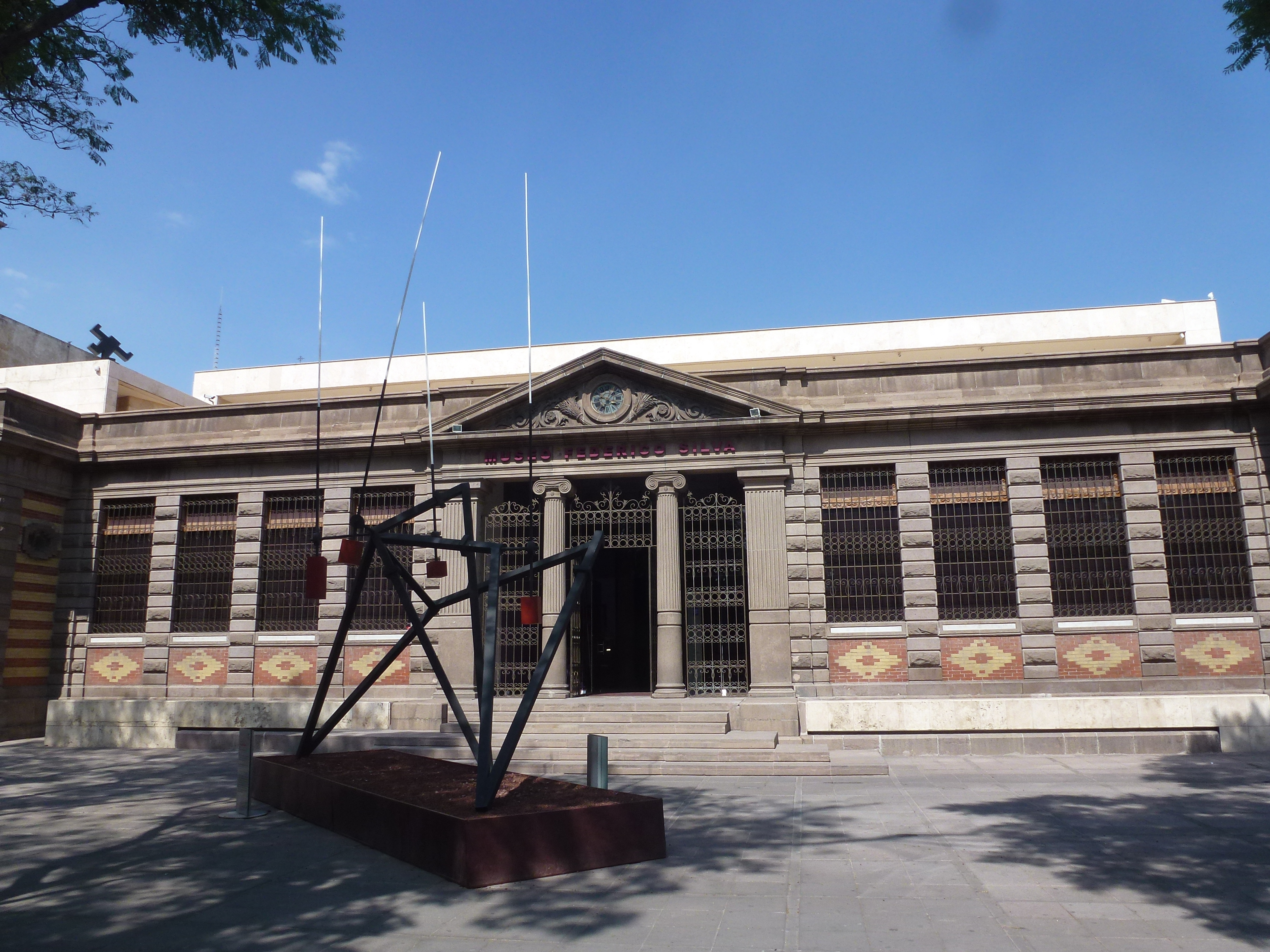
Musée Federico Silva à San Luis Potosí.

Autodidacte, Federico Silva devint l'assistant de David Alfaro Siqueiros, puis commença à peindre ses propres fresques dès 1950. Il créa et dirigea la revue 1935, à laquelle collaborèrent Diego Rivera, Leopoldo Méndez ou José Revueltas. 
Dans les années 1960, il se tourna vers la sculpture, dont il devint l'un des maîtres au Mexique avec Pedro Coronel. Il créa en 1977 l'espace de sculpture de l'Université nationale autonome du Mexique, où passa Manuel Felguérez. À Paris, il travailla dans l'atelier de Carlos Cruz-Díez. Il possède une maison-atelier à Tlaxcala, construite en 1874 près d'un arbre ahuehuete pluriséculaire.
Il est entré en 1991 à l'Académie des Arts du Mexique, et il a reçu en 1995 le Prix national des Sciences et des Arts. 
En 2003 est créé dans un ancien couvent de San Luis Potosí le musée Federico Silva, premier musée de sculpture contemporaine d'Amérique latine, qui abrite 68 de ses sculptures, souvent monumentales et géométriques. Elles sont le plus souvent taillées dans la roche de Tlamimilolpa, parfois en béton ou en fer.

## Galerie

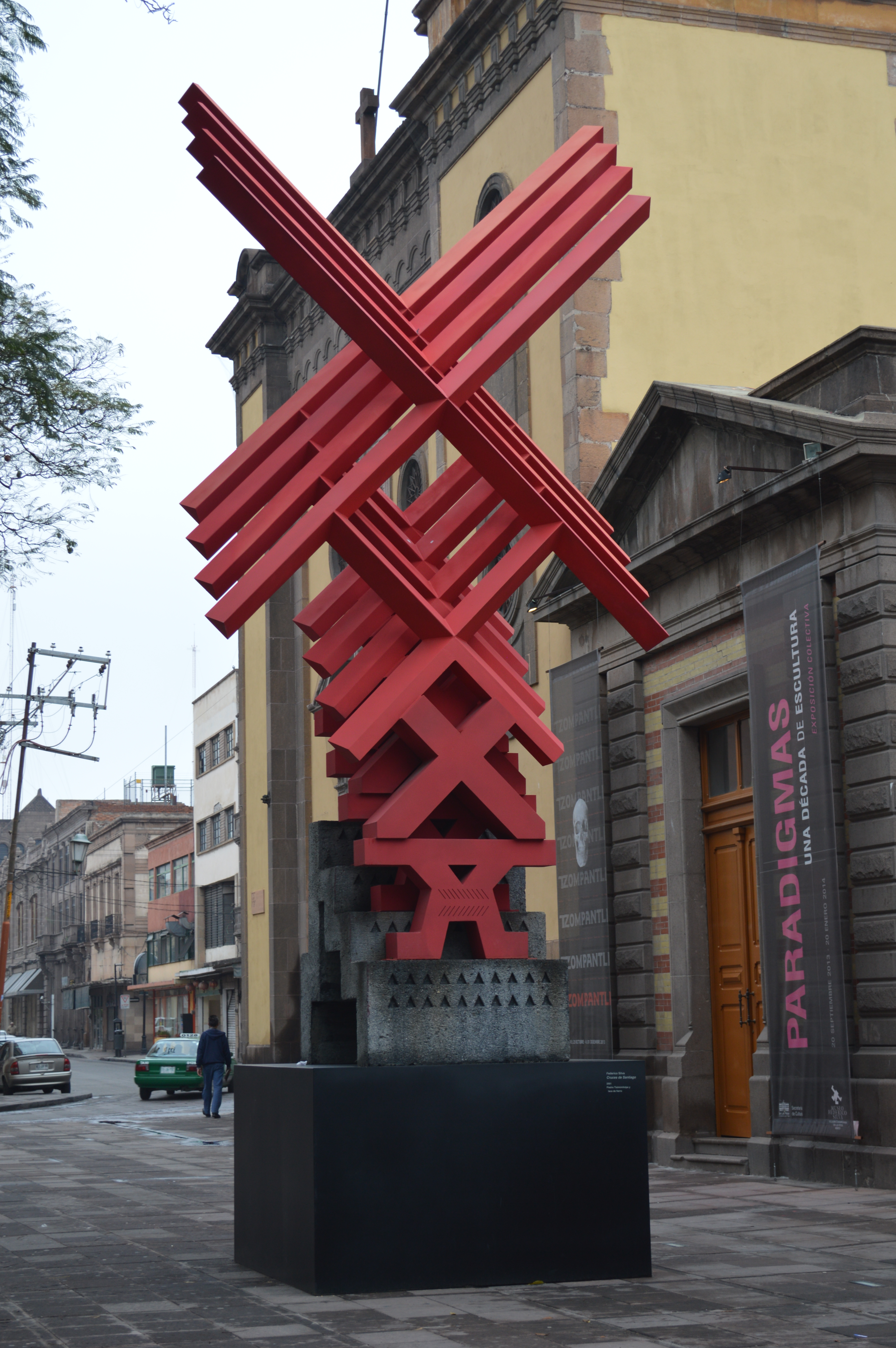
Croix de Santiago devant le musée Federico Silva.
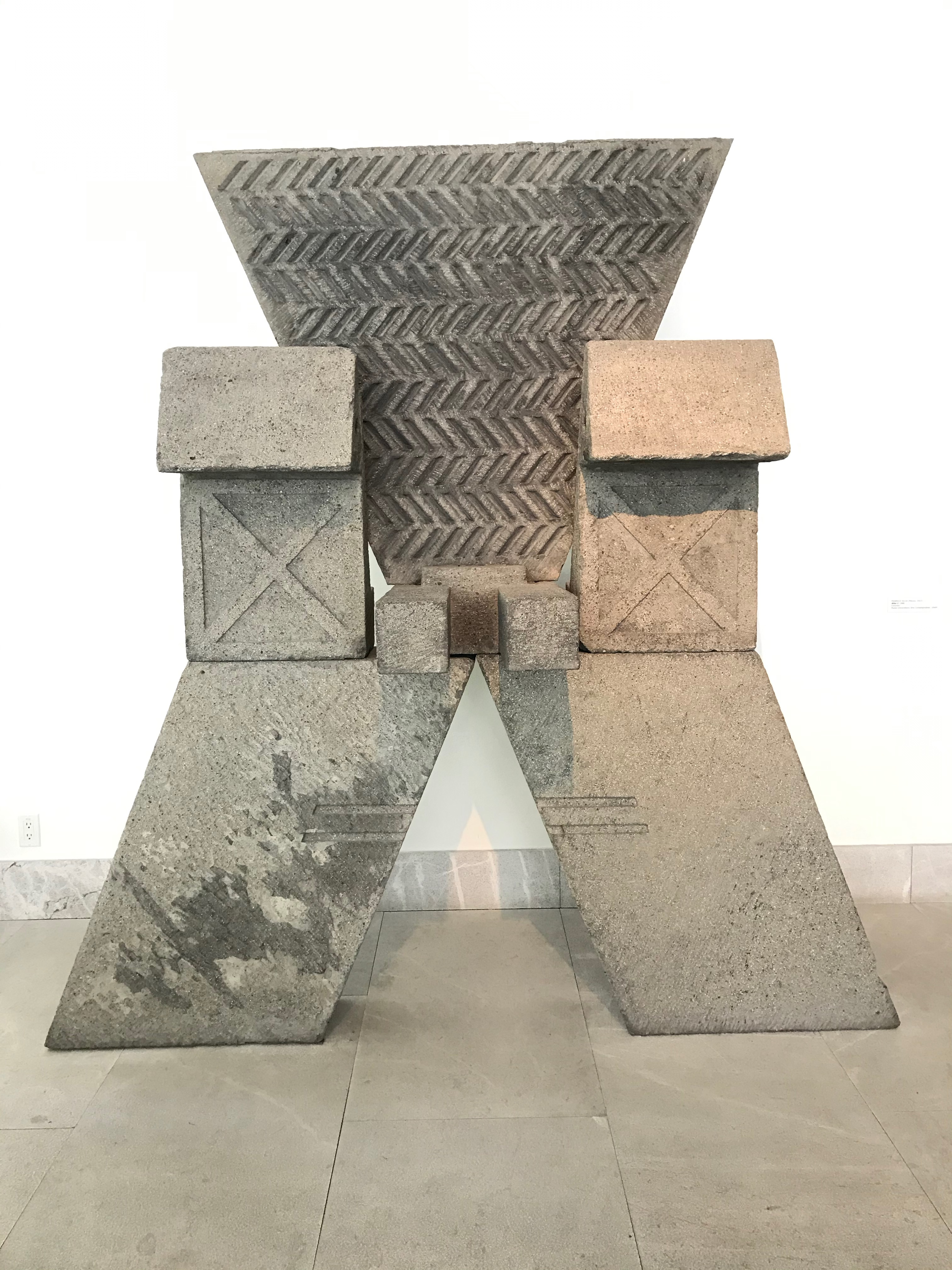
"Altar I (1988)".
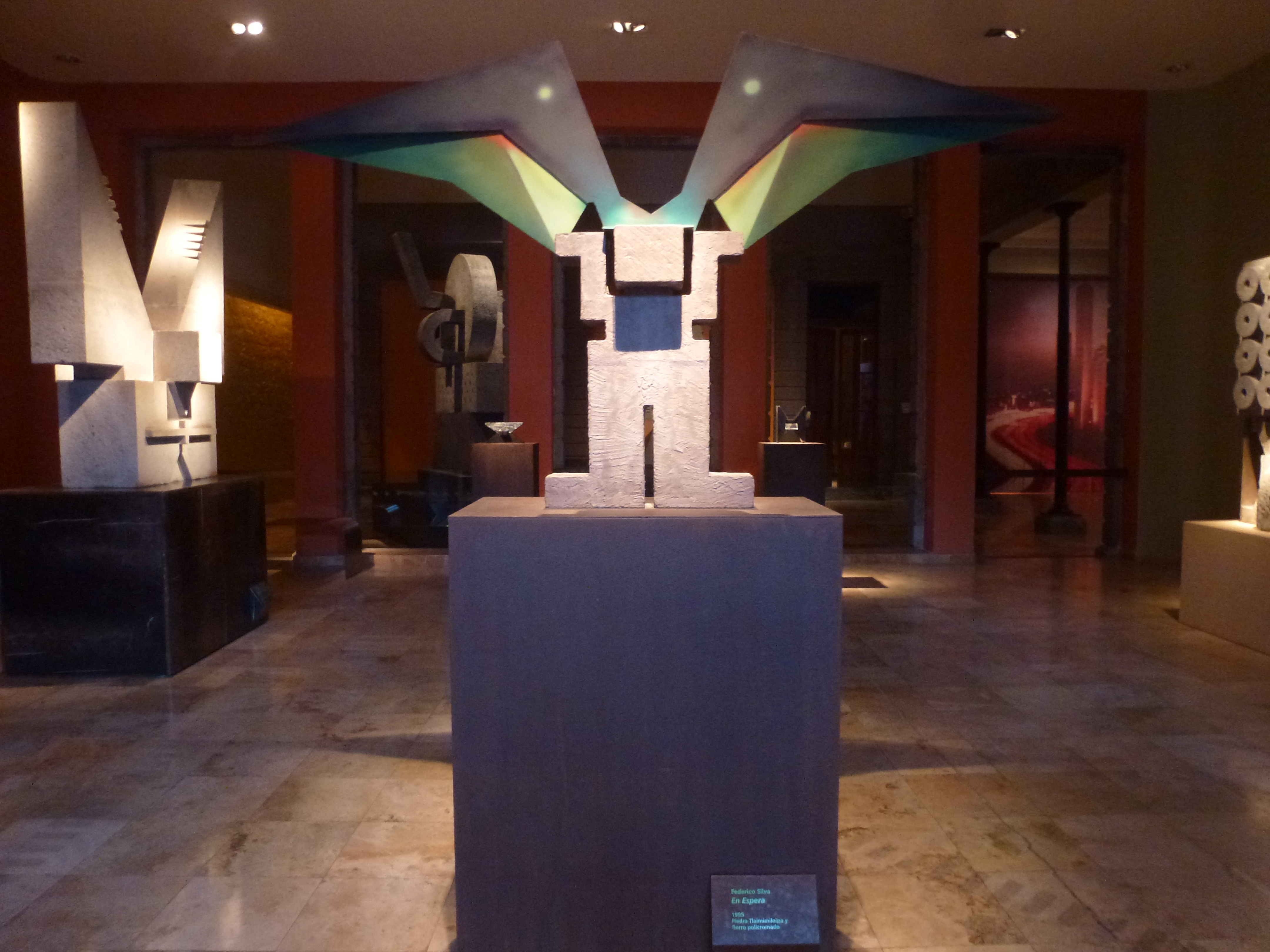
En Espera, 1995.
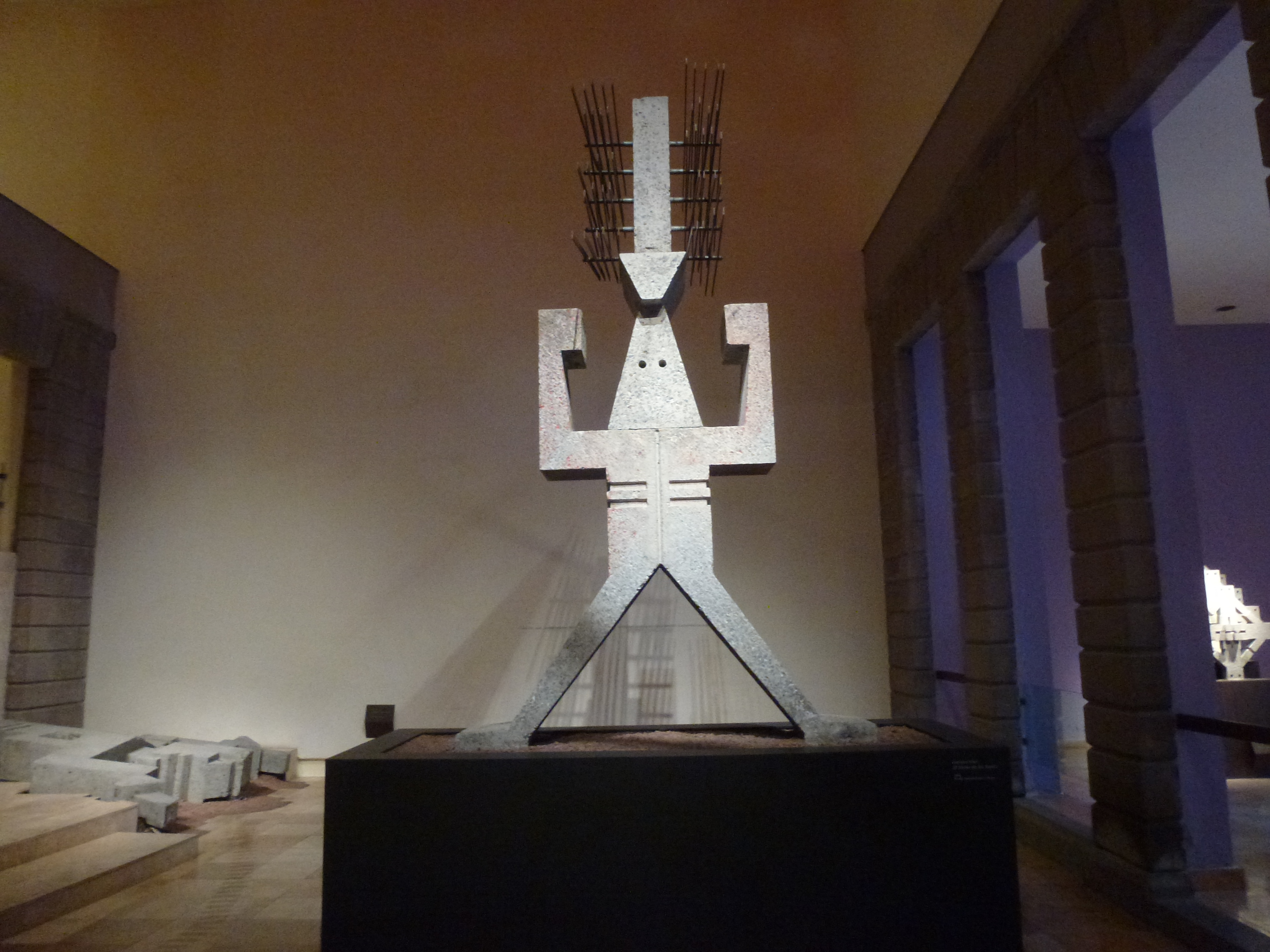
El Señor de los Rayos, 1996.
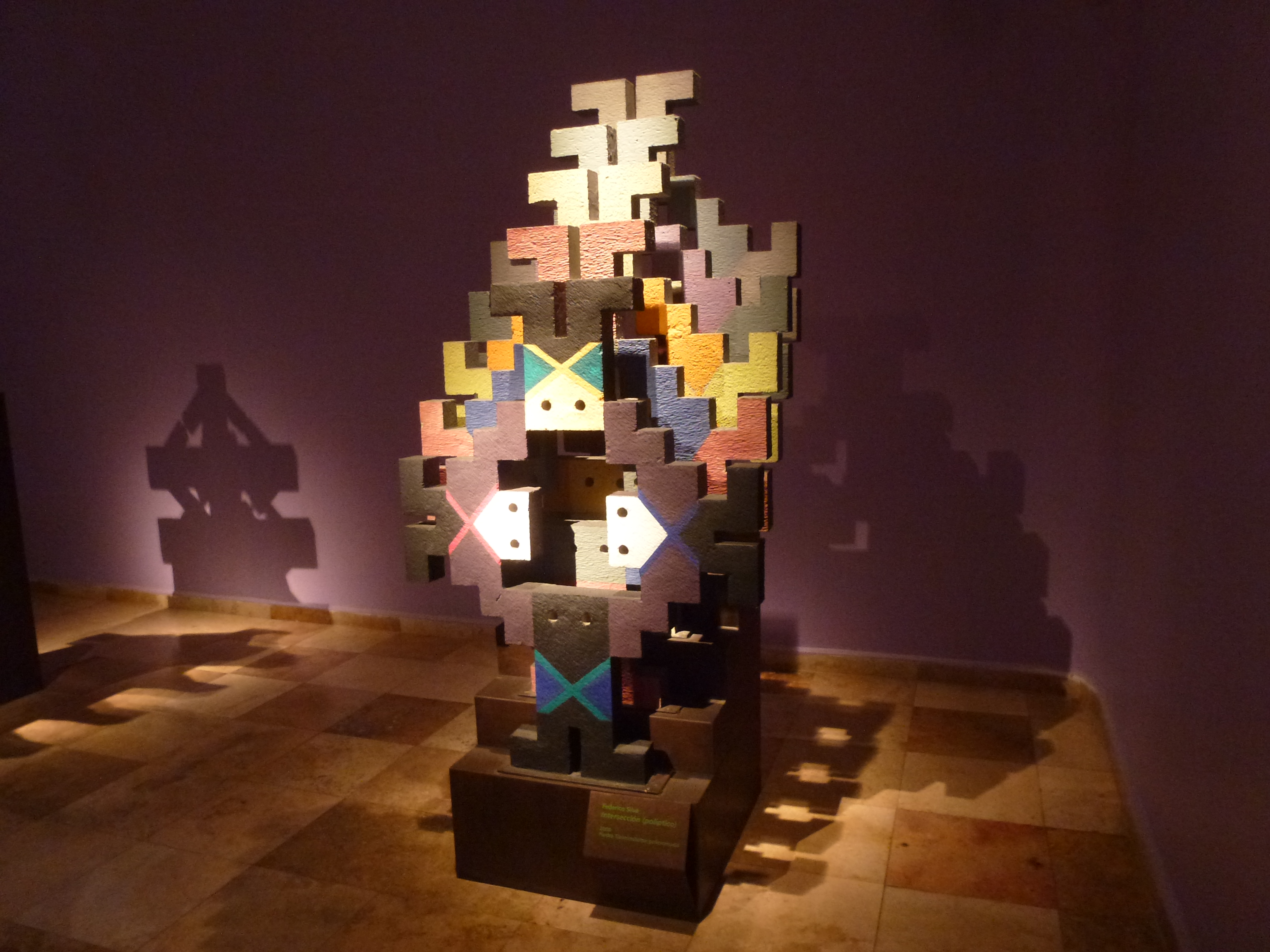
Intersección (poliptico), 2000.